# Apamea chinensis
Apamea chinensis là một loài bướm đêm trong họ Noctuidae.